# ام صلال محمد
ام صلال (به عربی: أم صلال) یک منطقهٔ مسکونی در شهرداری ام صلال، واقع در کشور قطر است.